# Prohylus phanthasma
Prohylus phanthasma är en skalbaggsart som beskrevs av Martins och Maria Helena M. Galileo 1990. Prohylus phanthasma ingår i släktet Prohylus och familjen långhorningar. Inga underarter finns listade i Catalogue of Life.